# 9380 Макон
9380 Макон (9380 Mâcon) — астероїд головного поясу, відкритий 17 серпня 1993 року.
Тіссеранів параметр щодо Юпітера — 3,297.